# Giulio Gaudini
Giulio Gaudini (* 28. září 1904 – 6. ledna 1948 Řím, Itálie) byl italský sportovní šermíř, který kombinoval šerm fleretem a šavlí.
Itálii reprezentoval ve dvacátých a třicátých letech. Na olympijských hrách startoval v roce 1924, 1928, 1932 a 1936 v soutěži jednotlivců a družstev v šermu fleretem a šavlí. V soutěži jednotlivců získal na olympijských hrách v šermu fleretem jednu zlatou (1936) a dvě bronzové (1928, 1932) olympijské medaile a v šermu šavlí jednu stříbrnou (1932) olympijskou medaili. S italským družstvem fleretistů vybojoval dvě zlaté (1928, 1936) a jednu stříbrnou (1932) olympijskou medaili a s družstvem šavlistů vybojoval dvě stříbrné (1932, 1936) olympijské medaile. V roce 1938 vybojoval s družstvem šavlistů titul mistrů světa.